# سونگ هیون آ
سونگ هیون آ (به کره‌ای:성현아 به انگلیسی:Sung Hyun-ah) (زاده ۲۳ ژوئیه ۱۹۷۵) بازیگر اهل کره جنوبی است.
او به دلیل بازی در ایسان در نقش شاهزاده هواوان شناخته شد.

## سریال‌ها
- ققنوس ۲۰۲۰ (۲۰۲۰)
- از طریق امواج (۲۰۱۸)
- شعله‌های هوس (۲۰۱۰)
- جامیونگ گو (۲۰۰۹)
- ایسان (۲۰۰۷)
- زن بد، زن خوب (۲۰۰۷)
- یک روز ناگهانی (۲۰۰۶)
- چهار خواهر (۲۰۰۱)
- دوقلوها (۲۰۰۱)
- به خاطر تو (۲۰۰۰)
- هور جون (۱۹۹۹)
- دیدن و دیدن دوباره (۱۹۹۹)
- مدافع (۱۹۹۸)
- نمی‌توانم از تو چشم بردارم (۱۹۹۸)
- کاوش انسان (۱۹۹۶)
- سلام عشق (۱۹۹۴)